# یواس‌اس مالایی (اس‌پی-۷۳۵)
یواس‌اس مالایی (اس‌پی-۷۳۵) (به انگلیسی: USS Malay (SP-735)) یک کشتی بود که طول آن ۱۵۰ فوت (۴۶ متر) بود. این کشتی در سال ۱۸۹۸ ساخته شد.